# Nashville Rebel
| Recensione | Giudizio |
| ---------- | -------- |
| AllMusic   | [ 1 ]    |

Nashville Rebel è il quarto album (terzo uscito per la RCA Victor Records) di Waylon Jennings, fu pubblicato nel dicembre del 1966.
Si tratta della colonna sonora del film Nashville Rebel, diretto da Jay Sheridan ed interpretato dallo stesso Waylon Jennings.

## Tracce

### LP
Lato A
1. Silver Ribbons – 2:20 (Vern Meroney, Jim Robinson, Johnny Wilson) – Registrato il 5 luglio 1966
2. Nashville Bum – 1:45 (Waylon Jennings, Glenn Corbin, Frankie Miller) – Registrato il 5 luglio 1966
3. Green River – 2:25 (Harlan Howard) – Registrato il 5 luglio 1966
4. Nashville Rebel – 1:50 (Harlan Howard) – Registrato il 5 luglio 1966
5. I'm a Long Way from Home – 3:29 (Hank Cochran) – Registrato il 5 luglio 1966
6. Tennessee – 2:12 (Harlan Howard) – Registrato il 5 luglio 1966

Lato B
1. Norwegian Wood (This Bird Has Flown) – 2:00 (John Lennon, Paul McCartney) – Registrato il 18 febbraio 1966
2. Hoodlum (Strumentale) – 2:45 (Jay Sheridan) – Registrato il 30 agosto 1966
3. Spanish Penthouse (Strumentale) – 2:42 (Jay Sheridan) – Registrato il 30 agosto 1966
4. Lang's Theme (Strumentale) – 1:27 (Jay Sheridan) – Registrato il 30 agosto 1966
5. Rush Street Blues (Strumentale) – 2:17 (Jay Sheridan) – Registrato il 30 agosto 1966
6. Lang's Mansion (Strumentale) – 2:53 (Jay Sheridan) – Registrato il 30 agosto 1966

## Musicisti
Silver Ribbons / Nashville Bum / Green River / Nashville Rebel / I'm a Long Way from Home / Tennessee
- Waylon Jennings - chitarra
- Fred Carter, Jr. - chitarra
- Gerald Gropp - chitarra
- Shirl Milete - chitarra
- Hargus Robbins - pianoforte
- Junior Huskey - basso
- Richard Albright - batteria
- Chet Atkins - produttore

Norwegian Wood (This Bird Has Flown)
- Waylon Jennings - voce
- Jerry Reed - chitarra
- Velma Smith - chitarra
- Charlie McCoy - chitarra
- Hargus Robbins - pianoforte
- Norbert Putnam - basso
- Jerry Carrigan - batteria
- Anita Kerr Singers (gruppo vocale) - cori
- Chet Atkins - produttore

Hoodlum / Spanish Penthouse / Lang's Theme / Rush Street Blues / Lang's Mansion
- Waylon Jennings - chitarra
- Gerald Gropp - chitarra
- Chip Young - chitarra
- Weldon Myrick - chitarra pedal steel
- Hargus Robbins - pianoforte
- Junior Huskey - basso
- Richard Albright - batteria
- Bob Ferguson - produttore[4]

Note aggiuntive
- Chet Atkins - produttore (brani: Silver Ribbons, Nashville Bum, Green River, Nashville Rebel, I'm a Long Way from Home, Tennessee e Norwegian Wood (This Bird Has Flown))
- Bob Ferguson - produttore (brani: Hoodlum, Spanish Penthouse, Lang's Theme, Rush Street Blues e Lang's Mansion)
- Chet Atkins - arrangiamenti (brani: Silver Ribbons, Nashville Bum, Green River, Nashville Rebel, I'm a Long Way from Home, Tennessee e Norwegian Wood (This Bird Has Flown))
- Brani registrati al RCA's Nashville Sound Studio di Nashville, Tennessee
- Jim Malloy - ingegnere delle registrazioni
- Jane Dowden - note retrocopertina album[5]

## Classifica
Album
| Anno | Classifica         | Posizione raggiunta |
| ---- | ------------------ | ------------------- |
| 1967 | Top Country Albums | 4                   |

Singoli
| Anno | Titolo del brano | Classifica        | Posizione raggiunta |
| ---- | ---------------- | ----------------- | ------------------- |
| 1967 | Green River      | Hot Country Songs | 11                  |